# Eduard Bagrítzki

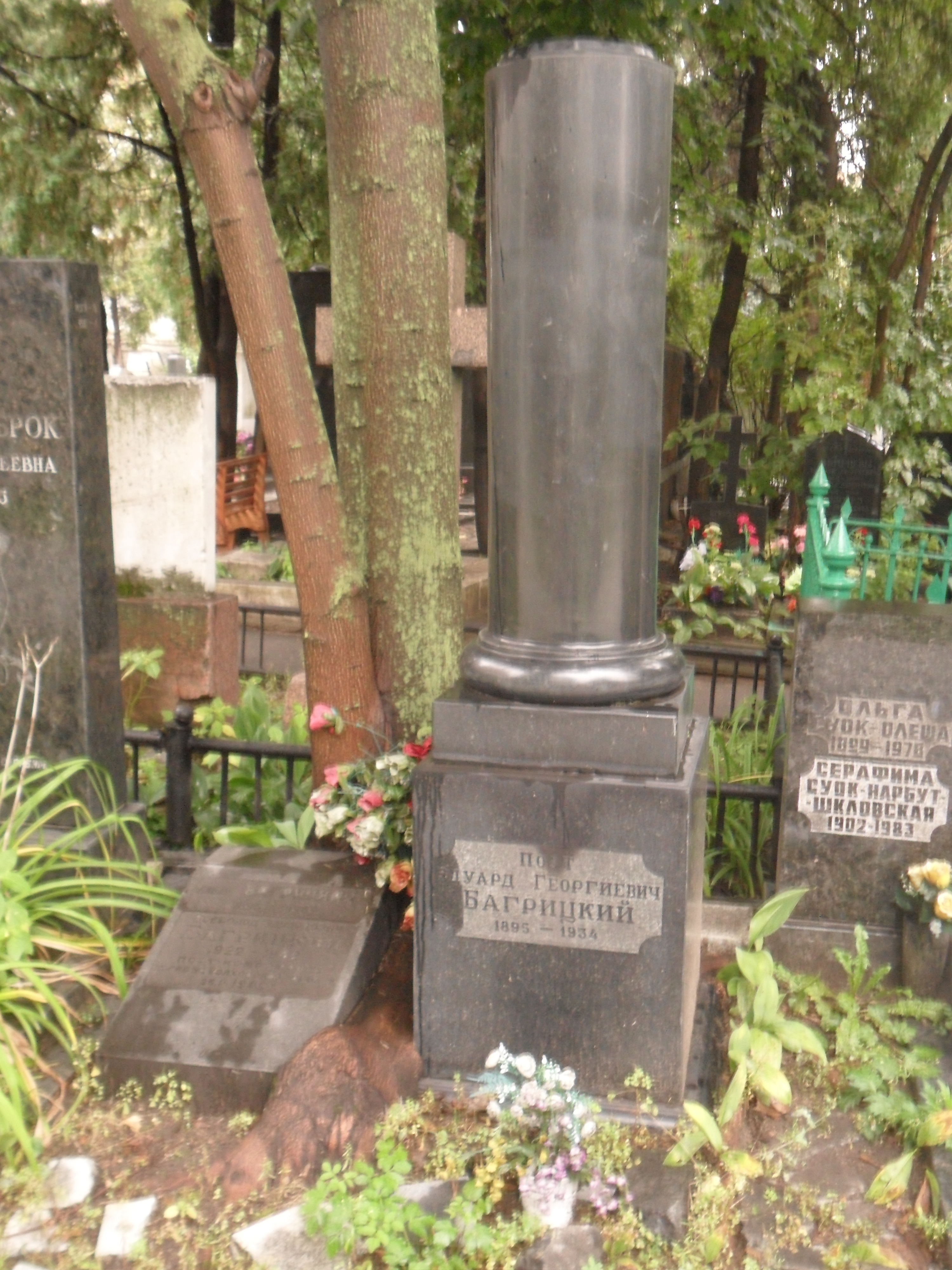
Túmulo do poeta Eduard Bagritsky

Eduard Bagrítzky, (cirílico russo: Эдуа́рд Гео́ргиевич Багри́цкий), nascido Eduard Godelevich Dziubin (russo: Эдуа́рд Гео́ргиевич Дзю́бин); Ukrainian: Дзю́бін) em Odessa, 3 de novembro de 1895 – Moscou, 16 de fevereiro de 1934), foi um poeta e tradutor ucraniano de família judia.

## Vida
De uma família que respeitava as tradições judaicas, filho de um pequeno empregado do comércio, Eduard Bagrítzki estudou Agrimensura, mas pouco depois abandonou o curso para se dedicar à literatura.
Começou a publicar já em 1913, participando de grupos e revistas literárias entre 1915 e 1917, com fortes raízes românticas na sua Odessa, na chamada "Escola Ucraniana", na qual participou também seu amigo Isaac Babel.
Ainda em Odessa conheceu de perto as dificuldades da Guerra Civil, e participou de um destacamento de guerrilheiros "vermelhos", se juntando ao Exército Vermelho em 1919. De 1917 a 1919, ainda teve a oportunidade de atuar junto à aplicação das leis do "governo provisório".
Em 1925 se transfere para Moscou, lançando no ano seguinte sua epopéia "A duna de Opanass"", sobre a Guerra Civil na Ucrânia.
Posteriormente, teve importante participação no grupo de escritores construtivistas da Rússia .
Segundo Peter Barenboim e Boris Meshcheryakov sua poesia, no final da carreira, conseguiu diblar a máquina da censura stalinista, sendo o autor não perseguido pela polícia secreta, mesmo expressando sentimentos contra o ditador georgiano, especialmente no seu ciclo de poemas "“Ulenspiegel”, ou "flamengos", justamente por ter morrido jovem.
No ciclo de poemas, uma aparente "poetização da violência",  usaria artifícios "que consiste
em uma informação que implica bastante o sentido oposto", segundo Ilia Falikov, citado pelos autores Barenboim e Meshcheryakov.
Considerado pelos referidos autores como "o mais europeu dos poetas da "Idade de Prata Russa" (aquela a que pertence Vladimir Maiakovski, sua poesia tem um inconfundível "toque meridional", conforme Boris Schnaiderman.